# Pulmonale Lymphangiektasie
Die kongenitale pulmonale Lymphangiektasie ist eine sehr seltene angeborene Erkrankung mit einer Lymphangiektasie in der Lunge.
Es handelt sich um eine Entwicklungsstörung der Lungen, bei der die Lymphgefässe unter der Pleura, zwischen den Lungenlappen, um die Gefäße und um die Bronchien erweitert sind.
Synonyme sind: Njolstad-Syndrom; englisch Lymphangiectasia, pulmonary, congenital; CPL; Pulmonary cystic lymphangiectasis
Die Namensbezeichnung bezieht sich auf den Erstautoren einer Beschreibung aus dem Jahre 1998 durch P. R. Njølstad und Mitarbeiter.

## Verbreitung und Ursache
Die Häufigkeit ist nicht bekannt.
Als Ursache werden Entwicklungsdefekte (unvollständige Rückbildung der Lymphkanäle um die 20. Schwangerschaftswoche herum) oder eine Verlegung der Lymphgefässe vermutet.
Ein Herzfehler kann eine pulmonale Lymphangiektasie verursachen.
Es wurden Assoziationen mit Noonan-Syndrom, Turner-Syndrom, Hennekam-Syndrom und Fryns-Syndrom beschrieben.

## Klinische Erscheinungen
Klinische Kriterien sind:
- Schwere Atemnot, Tachypnoe und Zyanose bereits bei Geburt.
- Hohe Mortalität in den ersten Lebensstunden.

## Diagnose
Im Mutterleib Hydrops fetalis, Feinultraschall hat eine wesentliche Rolle in der vorgeburtlichen Diagnose.